# Större donauvattensalamander
Större donauvattensalamander  (Triturus dobrogicus) är ett stjärtgroddjur i familjen salamandrar som framför allt finns i och kring Donaus flodsystem.

## Utseende
Den större donauvattensalamandern är mycket lik den större vattensalamandern men den har längre och slankare kropp och huvud. Ryggens grundfärg är ljusare, och sidorna saknar i regel de vita prickar som ibland kan uppträda hos större vattensalamandern. Som denna har den en gul undersida med svarta fläckar; dessa kan flyta samman till större områden eller band. Hanens ryggkam under parningstiden kan fortsätta fram till huvudets ovansida.

## Utbredning
Arten finns i Donaus och Tiszas flodsystem från östra Österrike, sydligaste Tjeckien, Slovakien, Ungern, norra Kroatien, nordligaste Bosnien-Herzegovina, norra Serbien, västra och södra Rumänien, norra Bulgarien, södra Moldova och sydligaste Ukraina.

## Vanor
Den större donauvattensalamandern är en låglandsart som lever i floddalar med blandskog, träddungar, buskage, våtängar och sumpmarker. Den förekommer också i jordbruksområden och även i dess byar. Arten kan vara mer eller mindre helt inriktad på vattenliv och förekomma i permanenta vatten som sjöar och lugna flodområden. Till skillnad från många andra vattensalamandrar besväras den inte av förekomsten av fisk.

### Fortplantning
Arten leker i lugna vatten, som dammar, bevattningskanaler, diken och liknande. Lektiden varar mellan mitten av februari till april, ibland med en andra lekperiod på hösten. Larvutvecklingen varar mellan 2 och 2,5 månader, men de fullbildade ungdjuren stannar ofta i vattnet i över ett halvår.

## Status
Den större donauvattensalamandern är klassificerad som nära hotad ("NT"), framför allt på grund av habitatförlust genom utdikning, fördämningar och vattenföroreningar.